# Werktuigendrager

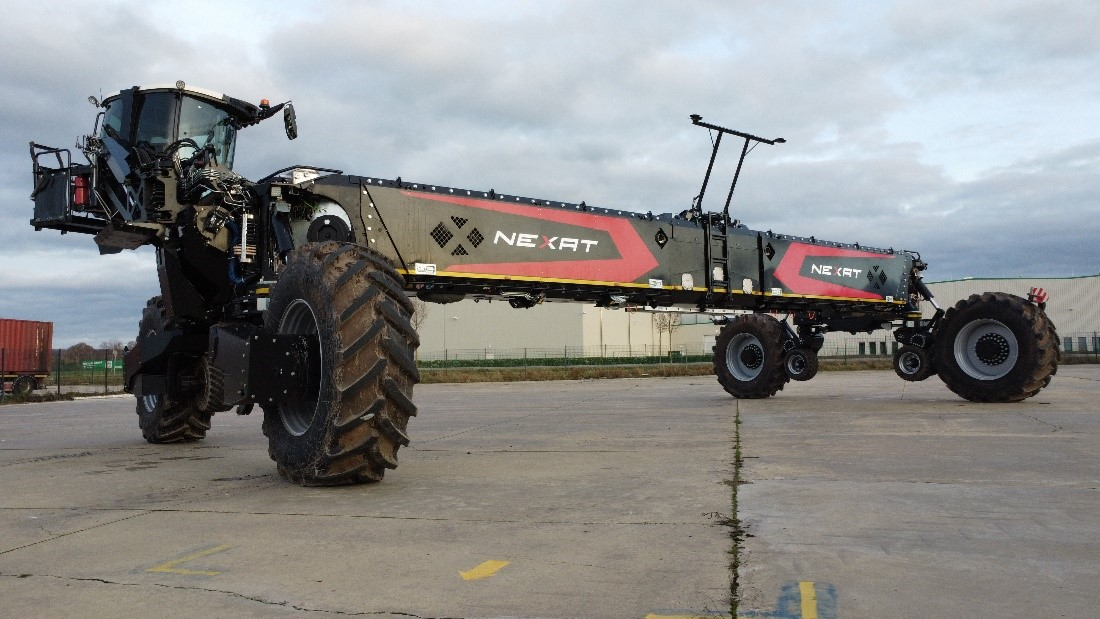
Werktuigendrager

Een werktuigendrager is een tractor die gebouwd is om meerdere werktuigen op het eigen frame te kunnen dragen zodat de bestuurder snel kan overschakelen van de ene activiteit op de andere, bijvoorbeld zoals van ploegen op zaaien. Deze tractoren werden vooral ontwikkeld in de jaren 1950-1960. In de daaropvolgende jaren werden dit soort tractoren minder en minder geproduceerd op enkele gespecialiseerde werktuigendragers, voor bijvoorbeeld groendiensten, na.

## Fabrikanten
- Eicher - met de Eicher Kombi G200
- Porsche-Diesel -met een variatie op de 108LH
- Fendt[4][5][6] - met de Fendt GT serie
- Deutz[7] - met de Deutz Multitrac
- Belarus
- Fiat
- Lanz Bulldog - Met de Alldog
- Hanomag
- Onox een Duitse elektrische Tractor fabrikant